# Даюйлин
Даюйлин е планински хребет в Югоизточен Китай, в провинция Гуандун и частично в южната част на провинция Дзянси. Простира се от югозапад на североизток на протежение около 100 km в източната част на планинската система Нанлин, като на североизток се свързва с хребета Уишан. Максимална височина 1466 m. Склоновете му са стръмни, прорязани от многочислени дефилета. Преобладават гранитите и варовиците, в които широко са развити карстови форми на релефа. Разработват се големи находища на волфрам. От него на север води началото си река Гандзян (десен приток на Яндзъ, а на юг – река Дундзян, вливаща се в залива Гуанджоу на Южнокитайско море, и, на която се изградени два големи язовира Фенгшуба и Ксинфенгджанг. Склоновете му са обрасли с вечнозелени субтропични гори.